# Гриденки (Брянская область)
Гриденки — деревня в Стародубском районе Брянской области России. Входит в состав Меленского сельского поселения.

## География
Деревня расположено в 14 км к северо-востоку от Стародуба на левом берегу реки Проньки при впадении в неё речки Бруек.

## История
В 1663 году Гриденки вошли в состав Стародубской полковой сотни. Во второй половине XVII — начале XVIII века большинство местных жителей принадлежали к казачьему сословию. В первой половине XIX века деревня стала центром Гриденской казачьей волости. Крестьянское население с середины XVII века приписано к Стародубскому магистрату. Во второй половине XIX века Гриденки — в составе Яцковичской волости. Жители деревни являлись прихожанами Покровской церкви села Меленск. Максимальное количество населения зафиксировано в 1892 году — 720 человек обоего пола.
В середине XX века действовал колхоз «Рабочий путь». В 1965—1986 годах Гриденки относились к Яцковичскому сельсовету.

## Население
| 2010 | 2013 |
| ---- | ---- |
| 128  | ↗141 |

## Инфраструктура
В Гриденках работает одно из крупнейших фермерских хозяйств Брянской области — ИП «Пуцко Л. И.». 11 июля 2014 на его базе проходил ежегодный сельскохозяйственный праздник День поля Брянщины.

## Известные уроженцы
- Богомаз, Александр Васильевич — российский государственный деятель, губернатор Брянской области (вр.и.о. с 9 сентября 2014 года).